# Weltpostkongress 1952
Der 13. Weltpostkongress fand vom 14. Mai bis 12. Juli 1952 in Brüssel statt. Die abgeschlossenen Verträge des Weltpostvereins traten am 1. Juli 1953 in Kraft. Es wurde unter anderem beschlossen, dass nach dem Inkrafttreten der auf diesem Kongress geschlossenen Verträge die deutsche Sprache in dem offiziellen Organ des Weltpostverein, der in Bern erscheinenden Zeitschrift Union Postale, als Publikationssprache wieder zugelassen wird. Diese Verträge und die zugehörigen Vollzugsordnungen, nach deren Bestimmungen der gesamte internationale Postdienst durchgeführt wird, werden in einer Neuauflage des Weltposthandbuchs zusammengefasst. Weltpostvertrag, Wertbrief- und Wertkästchenabkommen, Postpaketabkommen, Postüberweisungsabkommen und Zusatzabkommen über die Erledigung der bei den Postscheckämtern zahlbar gestellten Papiere durch Postüberweisung, Postanweisungs- und Postreisescheckabkommen, Postnachnahmeabkommen, Postauftragsabkommen und Postzeitungsabkommen.